# Surrey Grass Court Championships
I Surrey Grass Court Championships sono stati un torneo di tennis giocato dal 1890 al 1981 nel sobborgo londinese di Surbiton in Gran Bretagna su campi in erba. Il torneo ha fatto parte del Grand Prix dal 1974 al 1980.

## Storia
Era per tradizione il primo torneo stagionale sull'erba in preparazione di Wimbledon. Torneo amatoriale fondato nel 1890, poco dopo l'avvento dell'Era Open divenne una tappa del circuito Grand Prix; l'ultimo torneo maschile si è disputato nel 1980 e il torneo è stato dismesso dopo l'edizione del 1981 riservata solo alle donne. Per 3 volte i vincitori uomini e per 16 volte le vincitrici donne al torneo di Surbiton si sono poi aggiudicati il titolo a Wimbledon.
È stato ripristinato nel 1997 sui campi in erba del Surbiton Racket and Fitness Club con il nome Surbiton Trophy, torneo facente parte dell'ATP Challenger Series maschile e dell'ITF Women's Circuit femminile. Sostituito nel 2009 dall'AEGON Trophy di Nottingham, è stato nuovamente ripristinato nel 2015.

## Albo d'oro

### Singolare maschile
| Anno       | Vincitore             | Finalista             | Punteggio                 |
| ---------- | --------------------- | --------------------- | ------------------------- |
| 1980       | Brian Gottfried       | Sandy Mayer           | 6–3, 6–3                  |
| 1979       | Victor Amaya          | Mark Edmondson        | 6–4, 7–5                  |
| 1978       | David Lloyd           | Willie Davies         | 6–4, 6–7, 6–5             |
| 1977       | P. Lawlor             | Chris Wells           | 4–6, 6–3, 8–6             |
| 1976       | Non disputato         | Non disputato         | Non disputato             |
| 1975       | Peter McNamara        | Steve Docherty        | 4–6, 9–8, 6–4             |
| 1974       | Bob Giltinan          | Syd Ball              | 6–3, 6–2                  |
| 1973       | Owen Davidson         | Tony Roche            | 4–6, 6–4, 10–8            |
| 1972       | Premjit Lall          | Ross Case             | 6–4, 8–6                  |
| 1971       | Anand Amritraj        | Paul Hutchins         | 6–2, 6–2                  |
| 1970       | Robert Maud           | Frew McMillan         | 6–4, 6–3                  |
| 1969       | Gerald Battrick       | John Cooper           | 6–2, 6–1                  |
| 1968       | Keith Wooldridge (2)  | Ken Fletcher          | 3–6, 6–3, 7–5             |
| Open era   |                       |                       |                           |
| 1967       | Roger Taylor (2)      | Bobby Wilson          | 2–6, 6–4, 6–2             |
| 1966       | Keith Wooldridge (1)  | Peter Curtis          | 7–5, 6–4                  |
| 1965       | Jan-Erik Lundquist    | Roger Taylor          | 9–7, 6–3                  |
| 1964       | David Philips         | Bob Carmichael        | 2–6, 6–4, 8–6             |
| 1963       | Roger Taylor (1)      | Jaidip Mukerjea       | 10–8, 9–11, 10–8          |
| 1962       | Martin Mulligan (2)   | Mark Otway            | 6–3, 6–4                  |
| 1961       | Martin Mulligan (1)   | Warren Jacques        | 9–7, 6–2                  |
| 1960       | Roger Becker (3)      | Keith Diepraam        | 6–4, 6–1                  |
| 1959       | Mike Davies           | Warren Jacques        | 7–9, 6–2, 6–4, 6–3        |
| 1958       | Roger Becker (2)      | Mike Davies           | 4–6, 6–2, 6–2             |
| 1957       | Roger Becker (1)      | Alan Mills            | 7–9, 6–2, 6–3             |
| 1956       | Ian Vermaak           | Gordon Forbes         | 6–4, 6–3                  |
| 1955       | Malcolm Anderson      | Ramanathan Krishnan   | 6–3, 6–4                  |
| 1954       | John Barry            | Abe Segal             | titolo condiviso          |
| 1953       | George Worthington    | Roger Becker          | 6–3, 6–1                  |
| 1952       | Ian Ayre              | Bryan Woodroffe       | 6–4, 6–2                  |
| 1951       | Czesław Spychała (2)  | David Samaai          | 1–6, 7–5, 6–3             |
| 1950       | Narendra Nath         | Czesław Spychała      | 6–2, 6–4                  |
| 1949       | Czesław Spychała (1)  | Geoffrey Paish        | 6–3, 6–0                  |
| 1948       | John Bromwich         | Geoffrey Paish        | titolo condiviso          |
| 1947       | Claude Lister         | Marcel Coen           | 7–5, 6–2                  |
| 1946       | Hans van Swol         | David Butler          | 4–6, 6–4, 7–5             |
| 1945- 1940 | Non disputato         | Non disputato         | Non disputato             |
| 1939       | Kho Sin-Kie           | Jack Deloford         | 6–2, 6–4                  |
| 1938       | John Olliff           | Eric Filby            | 2–6, 6–4, 6–3             |
| 1937       | Robert Tinkler        | Pat Sherwood          | 9–7, 6–3                  |
| 1936       | Cam Malfroy           | Harry Lee             | 6–2, 9–11, 6–0            |
| 1935       | Eskell D. Andrews     | Patrick Spence        | 6–2, 6–3                  |
| 1934       | Jiro Yamagishi        | Hideo Nishimura       | 6–3, 6–3                  |
| 1933       | David Herman          | David H. Williams     | titolo condiviso          |
| 1932       | Nigel Sharpe          | Iwao Aoki             | 7–5, 6–3                  |
| 1931       | Iwao Aoki             | Harry Lee             | titolo condiviso          |
| 1930       | Yoshiro Ohta          | Fred Perry            | 6–1, 4–6, 6–3             |
| 1929       | Eric Peters           | Oswald Turnbull       | 3–6, 6–1, 6–1, 6–3        |
| 1928       | Henry Mayes           | Patrick Spence        | 6–2, 6–4                  |
| 1927       | Gordon Crole Rees (2) | Nigel Sharpe          | 6–1, 6–0                  |
| 1926       | Charles Kingsley      | Gordon Crole Rees     | 6–4, 6–2, rit.            |
| 1925       | Gordon Crole Rees (1) | Athar-Ali Fyzee       | 3–6, 7–5, 3–6, 6–2, 6–4   |
| 1924       | Jack Hillyard         | Henry Mayes           | 6–4, 1–6, 10–12, 6–3, 6–2 |
| 1923       | Randolph Lycett       | Brian Norton          | 3–6, 6–4, 6–1, 2–6, 7–5   |
| 1922       | Brian Norton (2)      | Randolph Lycett       | 9–7, 7–5, 1–6, 6–1        |
| 1921       | Brian Norton (1)      | Sydney M. Jacob       | 6–2, 6–2, 6–3             |
| 1920       | Francis Fisher        | Theodore Mavrogordato | 6–4, 6–4, 6–1             |
| 1919       | Gerald Patterson      | Herbert Roper Barrett | 6–2, 6–3, 6–2             |
| 1918- 1915 | Non disputato         | Non disputato         | Non disputato             |
| 1914       | Norman Brookes        | Francis Gordon Lowe   | 6–1, 6–1, 5–7, 6–8, 6–3   |
| 1913       | Charles Dixon (4)     | Theodore Mavrogordato | 6–2, 8–6, 6–3             |
| 1912       | Charles Dixon (3)     | Major Ritchie         | 6–2, 6–2, 6–3             |
| 1911       | Charles Dixon (2)     | Anthony Wilding       | 7–5, 3–6, 6–0, 6–1        |
| 1910       | Major Ritchie (5)     | Robert Powell         | 6–3, 6–1, 2–6, 6–3        |
| 1909       | Major Ritchie (4)     | Charles Dixon         | 4–6, 6–2, 6–4, 0–6, 6–4   |
| 1908       | Major Ritchie (3)     | Arthur Gore           | 6–3, 6–4, 6–2             |
| 1907       | Arthur Gore           | Major Ritchie         | 6–3, 6–2, 6–3             |
| 1906       | Sydney H. Smith (3)   | Anthony Wilding       | walkover                  |
| 1905       | Sydney H. Smith (2)   | Roy Allen             | 6–2, 6–3, 6-1             |
| 1904       | Sydney H. Smith (1)   | Major Ritchie         | 6–3, 6–3, 6–3             |
| 1903       | Major Ritchie (2)     | Brame Hillyard        | 6–1, 6–1, 1–6, 6-4        |
| 1902       | Major Ritchie (1)     | Charles Martin        | 6–1, 6-1                  |
| 1901       | Philip Graeme Pearson | David M. A. G. Hawes  | 6–2, 2–6, 6–2             |
| 1900       | Charles Dixon (1)     | Major Ritchie         | 6–3, 1–6, 6–3, 6-2        |
| 1899- 1893 | Non disputato         | Non disputato         | Non disputato             |
| 1892       | Harry S. Barlow (2)   | Horace Chapman        | 6–2, 6–2, 6–1             |
| 1891       | Non disputato         | Non disputato         | Non disputato             |
| 1890       | Harry S. Barlow (1)   | Wilfred Baddeley      | 5–7, 6–3, 7–5, 6-2        |

### Singolare femminile
| Anno       | Vincitrice                     | Finalista                   | Punteggio        |
| ---------- | ------------------------------ | --------------------------- | ---------------- |
| 1981       | Betsy Nagelsen                 | Barbara Hallquist           | 6–4, 3–6, 6–3    |
| 1980       | Non disputato                  | Non disputato               | Non disputato    |
| 1979       | Cyntia Doerner-Seiler          | Kym Ruddell                 | 6–1, 6–2         |
| 1978       | Evonne Goolagong Cawley        | Winnie Shaw                 | 6–1, 6–1         |
| 1977       | Winnie Shaw (2)                | Gwen Sammel                 | 6–3, 7–6         |
| 1976       | Non disputato                  | Non disputato               | Non disputato    |
| 1975       | Greer Stevens                  | Patti Hogan                 | 6–1, 6–4         |
| 1974       | Sue Barker                     | Sue Mappin                  | 6–2, 7–5         |
| 1973       | Wendy Turnbull                 | Ann Kiyomura                | 6–2, 6–0         |
| 1972       | Joyce Barclay-Williams-Hume    | Patti Hogan                 | 6–4, 6–3         |
| 1971       | Judy Tegart-Dalton (1)         | Joyce Barclay-Williams-Hume | 9–8, 6–2         |
| 1970       | Ann Haydon Jones (2)           | Patti Hogan                 | 2–6, 6–3, 6–4    |
| 1969       | Mary-Ann Eisel Curtis          | Judy Tegart-Dalton          | 4–6, 6–4, 8–6    |
| 1968       | Judy Tegart-Dalton (1)         | Christine Truman            | 10–8, 6–4        |
| 1967       | Lynn Abbes                     | Robin Blakelock-Lloyd       | 6–4, 6–3         |
| 1966       | Winnie Shaw (1)                | Mary-Ann Eisel Curtis       | 6–4, 4–6, 6–3    |
| 1965       | Christine Truman               | Rita Bentley                | 7–5, 6–1         |
| 1964       | Ann Haydon Jones (1)           | Carole Caldwell Graebner    | 6–3, 6–1         |
| 1963       | Deidre Catt (2)                | Darlene Hard                | 1–6, 9–7, 8–6    |
| 1962       | Angela Mortimer (2)            | Carole Caldwell Graebner    | 6–4, 6–4         |
| 1961       | Deidre Catt (1)                | Edda Buding                 | 5–7, 6–3, 7–5    |
| 1960       | Angela Mortimer (1)            | Christine Truman            | 3–6, 6–4, 9–7    |
| 1959       | Sally Moore                    | Ann Haydon                  | 6–4, 6–2         |
| 1958       | Althea Gibson (3)              | Mimi Arnold                 | 6–1, 6–0         |
| 1957       | Althea Gibson (2)              | Thelma Coyne Long           | 8–6, 7–5         |
| 1956       | Althea Gibson (1)              | Anne Shilcock               | 6–3, 13–11       |
| 1955       | Rosemary Walsh                 | Daphne Seeney               | 6–4, 7–5         |
| 1954       | Shirley Fry                    | Doris Hart                  | titolo condiviso |
| 1953       | Patricia Ward                  | Shirley Bloomer             | 6–2, 6–3         |
| 1952       | Maureen Connolly               | Patricia Canning Todd       | 3–6, 6–3, 6–4    |
| 1951       | Helen Fletcher                 | Joan Curry                  | 6–3, 6–1         |
| 1950       | Jean Walker-Smith              | Jean Quertier               | 6–2, 7–5         |
| 1949       | Patricia Canning Todd          | Jean Walker-Smith           | 6–3, 9–7         |
| 1948       | Joan Curry                     | Jean Walker-Smith           | titolo condiviso |
| 1947       | Kay Stammers Menzies (2)       | Joan Curry                  | 2–6, 6–4, 6–4    |
| 1946       | Kay Stammers Menzies (1)       | Gay Moorhouse Chandler      | 6–4, 6–3         |
| 1945- 1940 | Non disputato                  | Non disputato               | Non disputato    |
| 1939       | Mary Hardwick                  | Margot Lumb                 | 6–4, 6–4         |
| 1938       | Helen Wills                    | Margot Lumb                 | 6–3 6–4          |
| 1937       | Freda James                    | Alice Marble                | 6–4, 6–3         |
| 1936       | Dorothy Round                  | Anita Lizana                | 6–2, 6–3         |
| 1935       | Joan Hartigan                  | Phyllis Mudford King        | 6–4, 6–3         |
| 1934       | Elsie Goldsack Pittman         | Patricia Brazier            | 6–3, 6–3         |
| 1933       | Peggy Michell                  | Elsie Goldsack Pittman      | titolo condiviso |
| 1932       | Gwen Sterry                    | Peggy Michell               | 7–5, 6–4         |
| 1931       | Dorothy Shaw Jameson           | Joan Austin                 | titolo condiviso |
| 1930       | Jenny Sandison                 | Betty Nuthall               | 3–6, 7–5, 6–4    |
| 1929       | Betty Nuthall                  | Elizabeth Ryan              | 7–5, 6–1         |
| 1928       | Elsie Goldsack                 | Joan Ridley                 | 6–4, 6–2         |
| 1927       | Bobbie Heine                   | Irene Bowder Peacock        | 1–6, 6–3, 7–5    |
| 1926       | Joan Fry                       | Phoebe Holcroft Watson      | 3–6, 6–1, 6–2    |
| 1925       | Elizabeth Ryan (6)             | Kathleen McKane             | 7–9, 6–1, 6–3    |
| 1924       | Elizabeth Ryan (5)             | Aurea Farrington Edgington  | 6–3, 6–4         |
| 1923       | Elizabeth Ryan (4)             | Eleanor Rose                | 3–6, 6–3, 6–2    |
| 1922       | Elizabeth Ryan (3)             | Irene Bowder Peacock        | 10–8, 6–2        |
| 1921       | Elizabeth Ryan (2)             | Dorothy Holman              | 6–0, 6–0         |
| 1920       | Dorothea Douglass Chambers (2) | Elizabeth Ryan              | 6–4, 6–2         |
| 1919       | Elizabeth Ryan (1)             | Dorothea Douglass Chambers  | walkover         |
| 1918- 1915 | Non disputato                  | Non disputato               | Non disputato    |
| 1914       | Dorothea Douglass Chambers (1) | Ethel Thomson Larcombe      | 6–3, 2–6, 6–4    |
| 1913       | Charlotte Cooper (5)           | Madeline Fisher O'Neill     | 8–6, 6–1         |
| 1912       | Ethel Thomson Larcombe         | Dora Boothby                | 7–5, 6–3         |
| 1911       | Helen Aitchison                | Agnes Morton                | 6–3, 6–4         |
| 1910       | Dora Boothby (2)               | Agnes Morton                | 6–3, 6–3         |
| 1909       | Dora Boothby (1)               | Edith Johnson               | 6–0, 6–4         |
| 1908       | Alice Greene                   | Charlotte Cooper            | 3–6, 6–2, 6–2    |
| 1907       | Charlotte Cooper (4)           | Dorothea Douglass Chambers  | 6–4, 6–3         |
| 1906       | Toupie Lowther (2)             | Dora Boothby                | 5–7, 6–4, 8–6    |
| 1905       | Connie Wilson (2)              | Agnes Morton                | 6–2, 6–0         |
| 1904       | Connie Wilson (1)              | Ellen Stawell-Brown         | 6–4, 7–5         |
| 1903       | Toupie Lowther (1)             | Edith Bromfield             | 3–6, 6–1, 6–3    |
| 1902       | Charlotte Cooper (3)           | Agnes Morton                | 6–3, 6–3         |
| 1901       | Charlotte Cooper (2)           | Edith Bromfield             | 6–1, 6–3         |
| 1900       | Charlotte Cooper (1)           | Ellen Thynne Evered         | 6–2, 6–2         |
| 1900       | Edith Bromfield                | Ellen Thynne Evered         | 5–7, 6–3, 7–5    |
| 1899       | Ellen Thynne (2)               | Edith J. Bromfield          | 6–2, 2–6, 6–2    |
| 1898       | Ellen Thynne (1)               | Amy Wilson Kirby            | 6–2, 7–5         |
| 1897- 1893 | Non disputato                  | Non disputato               | Non disputato    |
| 1892       | May Arbuthnot (2)              | Ivy Arbuthnot               | 6–3, 6–3         |
| 1891       | Non disputato                  | Non disputato               | Non disputato    |
| 1890       | May Arbuthnot (1)              | Elizabeth Mocatta           | 6–2, 6–2         |

### Doppio maschile
| Anno | Vincitori                   | Finalisti                    | Punteggio                 |
| ---- | --------------------------- | ---------------------------- | ------------------------- |
| 1980 | Mark Edmondson Kim Warwick  | Andrew Pattison Butch Walts  | 7–6, 6–7, 6–7, 7–6, 15–13 |
| 1979 | Tim Gullikson Tom Gullikson | Pat Du Pré Marty Riessen     | 6–3, 6–7, 8–6             |
| 1978 | Winnie Shaw Lesley Charles  | Clare Harrison Debbie Jevans | 6–2, 6–4                  |

### Doppio femminile
| Anno       | Vincitrici                                                       | Finaliste                              | Punteggio        |
| ---------- | ---------------------------------------------------------------- | -------------------------------------- | ---------------- |
| 1981       | Sue Barker Ann Kiyomura                                          | Billie Jean King Sudafrica Ilana Kloss | 6–1, 6–7, 6–1    |
| 1980- 1974 | Non disputato                                                    | Non disputato                          | Non disputato    |
| 1973       | Patti Hogan Sharon Walsh contro Lesley Charles Glynis Coles-Bond |                                        | titolo condiviso |
| 1972       | Evonne Goolagong Helen Gourlay                                   | Kristien Kemmer Joyce Barclay          | 6–2, 6–1         |